# Nemotelus sordidus
Nemotelus sordidus är en tvåvingeart som beskrevs av Kertesz 1914. Nemotelus sordidus ingår i släktet Nemotelus och familjen vapenflugor.
Artens utbredningsområde är Peru. Inga underarter finns listade i Catalogue of Life.